# Лонпајн (Монтана)
Лонпајн (енгл. Lonepine) насељено је место без административног статуса у америчкој савезној држави Монтана.

## Демографија
По попису из 2010. године број становника је 162, што је 25 (18,2%) становника више него 2000. године.
| Група             | 2000.       | 2010.       |
| Белци             | 118 (86,1%) | 137 (84,6%) |
| Афроамериканци    | 2 (1,5%)    | 0 (0,0%)    |
| Азијати           | 0 (0,0%)    | 1 (0,6%)    |
| Хиспаноамериканци | 7 (5,1%)    | 6 (3,7%)    |
| Укупно            | 137         | 162         |